# Parafia Trójcy Przenajświętszej w Trumiejkach
Parafia Trójcy Przenajświętszej w Trumiejkach – parafia rzymskokatolicka w diecezji elbląskiej. 

## Historia
Parafia została erygowana w 2002 roku przez biskupa elbląskiego Andrzeja Śliwińskiego, wskutek podziału parafii Zwiastowania Pańskiego w Nowej Wiosce-Trumiejkach.
Do parafii należą wierni z miejscowości: Trumiejki, Trumieje, Grodziec, Gilwa Duża, Międzylesie, Pilichowo. Tereny te znajdują się w gminie Gardeja i gminie Prabuty w powiecie kwidzyńskim w województwie pomorskim.
Kościół parafialny w Trumiejkach został wybudowany w 1748 roku i służył parafii protestanckiej. Od 1945 roku kościół przejęli katolicy. W 1967 roku został wpisany do rejestru zabytków. 